# Minna Blüml
Wilhelmine „Minna” Blüml (ur. 17 maja 1920 w Schliersee) – niemiecka saneczkarka reprezentująca NRD, uczestniczka Zimowych Igrzysk Olimpijskich 1964, czterokrotna mistrzyni kraju w konkurencji jedynek.
Podczas igrzysk rozgrywanych w 1964 roku wzięła udział w konkurencji jedynek, w której zajęła 10. pozycję.
Minna Blüml zdobyła cztery złote medale w konkurencji jedynek podczas mistrzostw Niemieckiej Republiki Demokratycznej.